# Brandberg (Wien)
Der Brandberg ist ein 419 m hoher Berg im 13. Wiener Gemeindebezirk Hietzing.

## Geografie
Der Brandberg liegt im Westen des Lainzer Tiergartens in der Katastralgemeinde Auhof an der Grenze zu Purkersdorf. Nordöstlich von ihm liegt der Johannser Kogel und im Südosten der Hornauskogel. Der Berg ist Teil des Wienerwald-Gebirges, des nordöstlichen Ausläufers der Ostalpen.

## Geschichte
Benannt ist der Brandberg vermutlich nach dem in der Nähe liegenden Flurnamen Brand, der ein Waldstück bezeichnet, das von einem Waldbrand oder einer Brandrodung betroffen war. Dieser Flurname ist erstmals 1788 urkundlich belegt. Im Südosten liegt zudem die Brandwiese.